# Адріан з Гілваренбеека
Святий Адріан з Гілваренбеека (Sint Adriaan Van Hilvarenbeek, ? — 1572) — голландський римо-католицький святий та мученик часів Реформації. Один з трьох мучеників Ґоркума.
Святий Адріан з Гілваренбеека постраждав як мученик в часи релігійних воєн в Нідерландах. Він народився і здобув освіту в м. Гілваренбеек на півдні Нідерландів. Він вступив в католицький чернечий орден премонстрантів, перед тим як став священиком одного з католицьких приходів.
Його було заарештовано разом з Якобом Лакопсом та Андреасом Вутерсом. Вони троє були взяті до м. Бріл (Briel) де їх звинуватили у відмові заперечити зверхність папи в релігійних справах і за навчання інших про Святі Дари, і вбили у 1572 році.
Римо-католицька церква вшановує його пам'ять 9 липня.